# Reserva Biológica El Cóndor
Das 24,33 km² große Schutzgebiet Reserva Biológica El Cóndor liegt in der Cordillera del Cóndor in Ecuador und grenzt an die Zona Reservada Santiago Comaina in Peru an. Die beiden Schutzgebiete bilden zusammen einen sogenannten „Peace Park“.

## Geschichte
Wegen unklarer Grenzregelungen kam es zum peruanisch-ecuadorianischen Krieg in der Cordillera del Cóndor. Die Scharmützel wurden durch die Errichtung eines Peace Parks gelöst, nachdem Argentinien, Brasilien, Chile und die USA interveniert hatten. Es wurde ein Friedensvertrag geschlossen, der an die Errichtung und Verbindung von zwei grenzübergreifenden Naturschutzgebieten gebunden ist.

## Flora und Fauna
Das Gebiet ist ein Regenwald, in dem zahlreiche endemische Pflanzen wachsen und Tiere wie der Goldstirnklammeraffe, der Brustflecksegler (Cypseloides lemosi), Sittiche und der Andenkondor leben.